# Xã Patterson, Quận Beaver, Pennsylvania
Xã Patterson (tiếng Anh: Patterson Township) là một xã thuộc quận Beaver, tiểu bang Pennsylvania, Hoa Kỳ. Năm 2010, dân số của xã này là 3.029 người.